# Jacobus Rustige

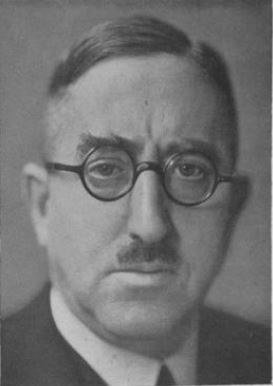
Jacobus Rustige omstreeks 1930

Jacobus Rustige (Haarlem, 11 september 1890 - Amsterdam, 13 augustus 1959) was een Nederlands bestuurder.
Hij was zoon van Elisabeth Johanna Roza en barbier Jan Rustige. Hijzelf was getrouwd met Jansje Hester Wijkhuizen en na haar overlijden met Jacoba Kress.
Van een gedegen opleiding moest hij het niet hebben. Hij had alleen een diploma lagere school, maar verrichtte veel zelfstudie. Hij was origineel werkend als procuratiehouder in de bankenwereld bij de Rottersdamsche Bank Vereeniging in Amsterdam. Hij stond te boek als een vroom man, die vooral actief was op religieus gebied. Hij behoorde daarin tot de kring rondom Arnold Hendrik de Hartog en was medeoprichter van De Middaghoogte, de tegenhanger van de beweging De Dageraad. In 1928 werd hij voor de Christelijk-Historische Unie (CHU) gemeenteraadslid in die stad. Tussen 1933 en 1950 was hij wethouder van Amsterdam met de portefeuilles Gemeentebedrijven, brandweer en verzekeringen, later ook financiën en belastingen. Hij loodste de Gemeente Amsterdam samen met burgemeester Willem de Vlugt die crisisjaren door lobbyen bij de regering. Hij was betrokken bij de aanstelling van stadsingenieur Dienst der Publieke Werken Cornelis Biemond, van belang bij de inrichting van infrastructuur als ook het Gemeentewaterleidingbedrijf. 
Tijdens de Tweede Wereldoorlog was hij niet actief na de ontslagronde onder de Duitse bezetter. Burgemeester De Vlugt werd vervangen door regeringscommissaris Edward Voute, Rustige bleef nog een half jaar aan als loco-regeringscommisaris maar trad op 1 september 1941 terug. Direct daarna weer wel. Na zijn periode als wethouder ging hij in 1950 aan de slag als lid van de Provinciale Staten en werd verantwoordelijk voor een geheel andere tak, de ziekenhuizen en psychiatrische ziekenhuizen in Noord-Holland.
Gedurende zijn leven was hij commissaris van de Fries-Groningse Hypotheekbank als ook van de Nederlandse Maatschappij van Volkshuisvesting, aangevuld met werkzaamheden voor sociale instellingen. Zo was hij ook betrokken bij het Olympisch Stadion Amsterdam. 
Voor zijn werk werd hij benoemd tot ridder in de Orde van de Nederlandse Leeuw. Hij overleed thuis aan de Prins Hendriklaan aan hartfalen. Hij werd begraven op Begraafplaats Kleverlaan.